# Bruno Smith
Bruno Smith (... – 13 gennaio 1969) è stato un attore italiano.

## Biografia
Attivo fin dai primi anni trenta, svolge la sua carriera di attore in ruoli secondari o di semplice comparsa. Tra i film a cui ha preso parte vanno citati Il grande appello di Mario Camerini del 1936, Giarabub di Goffredo Alessandrini del 1942, Menzogna di Ubaldo Maria Del Colle del 1952. Attivo anche in televisione. È stato sposato con l'attrice Dora Calindri, sorella di Ernesto.

## Filmografia
- Freccia d'oro, regia di Corrado D'Errico e Piero Ballerini (1935)
- Il grande appello, regia di Mario Camerini (1936)
- Il conte di Bréchard, regia di Mario Bonnard (1938)
- Don Pasquale, regia di Camillo Mastrocinque (1940)
- Le due tigri, regia di Giorgio Simonelli (1941)
- Giarabub, regia di Goffredo Alessandrini (1942)
- Miliardi, che follia!, regia di Guido Brignone (1942)
- Spie fra le eliche, regia di Ignazio Ferronetti (1943)
- Gran premio, regia di Umberto Scarpelli e Giuseppe D. Musso (1943)
- La valle del diavolo, regia di Mario Mattoli (1943)
- Nebbie sul mare, regia di Hans Hinrich e Marcello Pagliero (1944)
- L'abito nero da sposa, regia di Luigi Zampa (1945)
- Voglio bene soltanto a te!, regia di Giuseppe Fatigati (1946)
- 11 uomini e un pallone, regia di Giorgio Simonelli (1948)
- Follie per l'opera, regia di Mario Costa (1948)
- Adamo ed Eva, regia di Mario Mattoli (1949)
- Signorinella, regia di Mario Mattoli (1949)
- Era lui, si, si!, regia di Marcello Marchesi e Vittorio Metz (1951)
- Il mago per forza, regia di Marino Girolami, Marcello Marchesi e Vittorio Metz (1951)
- Il microfono è vostro, regia di Giuseppe Bennati (1951)
- Io sono il Capataz, regia di Giorgio Simonelli (1951)
- O.K. Nerone, regia di Mario Soldati (1951)
- Sangue sul sagrato, regia di Goffredo Alessandrini e Michele Mesci (1951)
- Camicie rosse, regia di Goffredo Alessandrini (1952)
- Carne inquieta, regia di Silvestro Prestifilippo (1952)
- La nemica, regia di Giorgio Bianchi (1952)
- Le avventure di Mandrin, regia di Mario Soldati (1952)
- Legione straniera, regia di Basilio Franchina (1952)
- Lo sai che i papaveri..., regia di Marcello Marchesi e Vittorio Metz (1952)
- Tizio Caio Sempronio, regia di Marcello Marchesi, Vittorio Metz e Alberto Pozzetti (1952)
- Bufere, regia di Guido Brignone (1953)
- William Tell, regia di Jack Cardiff (1953)
- Acque amare, regia di Sergio Corbucci (1954)
- Il matrimonio, regia di Antonio Petrucci (1954)
- In amore si pecca in due, regia di Vittorio Cottafavi (1954)
- Il cantante misterioso, regia di Marino Girolami (1955)
- Il falco d'oro, regia di Carlo Ludovico Bragaglia (1955)
- Kean - Genio e sregolatezza, regia di Vittorio Gassman (1956)
- C'è un sentiero nel cielo, regia di Marino Girolami (1957)
- Totò, Eva e il pennello proibito, regia di Steno (1959)
- Uomini e nobiluomini, regia di Giorgio Bianchi (1959)
- Il sicario, regia di Damiano Damiani (1960)
- Le magnifiche 7, regia di Marino Girolami (1961)
- Upperseven, l'uomo da uccidere, regia di Alberto De Martino (1966)

## Prosa televisiva Rai
- Jane Eyre, regia di Anton Giulio Majano (1957)
- Giochi di società, episodio di Aprite: polizia!, regia di Daniele D'Anza (1958)
- Ottocento, regia di Anton Giulio Majano (1959)
- Giallo club - Invito al poliziesco (1960-1961)
- Tutto da rifare pover'uomo, regia di Eros Macchi (1960)
- Vita col padre e con la madre, regia di Daniele D'Anza (1960)
- Il caso Maurizius, regia di Anton Giulio Majano (1961)
- Più rosa che giallo, regia di Alberto Bonucci (1962)
- Una tragedia americana, regia di Anton Giulio Majano (1962)
- Biblioteca di Studio Uno, regia di Antonello Falqui (1964)
- I grandi camaleonti, regia di Edmo Fenoglio (1964)
- I miserabili, regia di Sandro Bolchi (1964)
- La cittadella, regia di Anton Giulio Majano (1964)
- La figlia del capitano, regia di Leonardo Cortese (1965)
- Il conte di Montecristo, regia di Edmo Fenoglio (1966)
- Quinta colonna, regia di Vittorio Cottafavi (1966)
- Nero Wolfe, regia di Giuliana Berlinguer (1969)